# 泰式炒飯

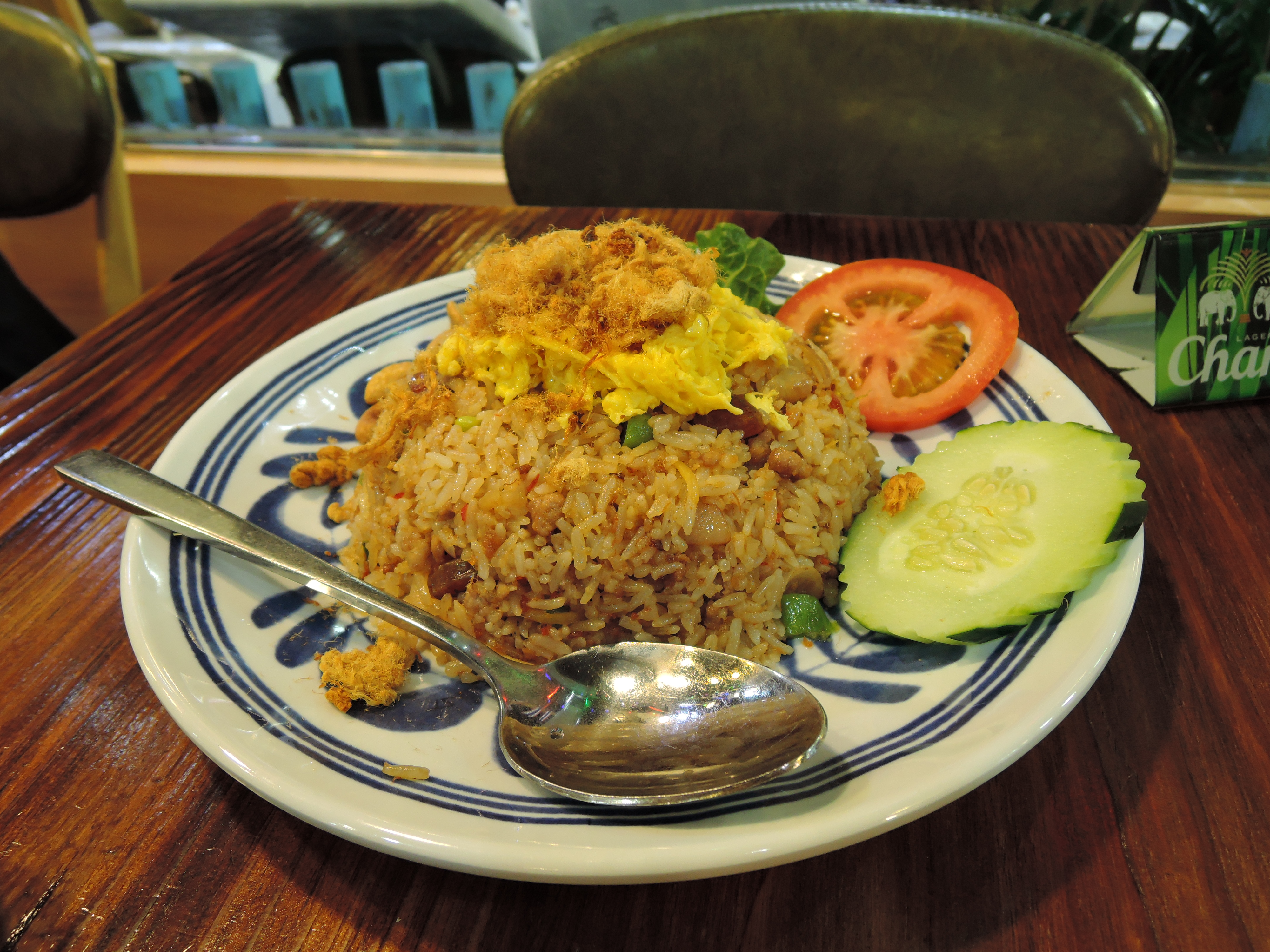
泰式炒飯

泰式炒飯 (皇家轉寫：khao phat, 發音：[kʰâːw pʰàt] or [kʰâw pʰàt])是泰國飲食的特色。

## 打拋豬
打拋豬肉拌炒飯（khao phat kaphrao）是泰式炒飯的一種，以香料打拋葉（聖羅勒的變種 Thai holy basil, 泰語： kaphrao）、辛香料與豬肉拌炒而成的常見國民美食。台灣餐廳的「打拋豬」名稱由泰文音譯而來，因此而得名。在台灣不易買到打拋葉，且打拋葉與九層塔同屬，風味相似，所以一般多用九層塔作為代替品。